# Spreidingshoek
Onder spreidingshoek wordt verstaan de opening van een luidspreker. Een luidspreker klinkt anders wanneer je er achter gaat staan ten opzichte van wanneer je er voor staat. De verandering van dit geluid, of beter gezegd, de posities vanaf wanneer het geluid kwalitatief minder wordt heet de spreidingshoek. Dit wordt altijd in graden verdeeld.